# 王府井站
王府井站是一个位于中国北京市东城区东华门街道东长安街、王府井大街、台基厂大街交叉口，属于北京地铁1号线和8号线的地铁换乘站。1号线王府井站的装修以黄色调为主，凸显“欣欣向荣”的主题。

## 位置

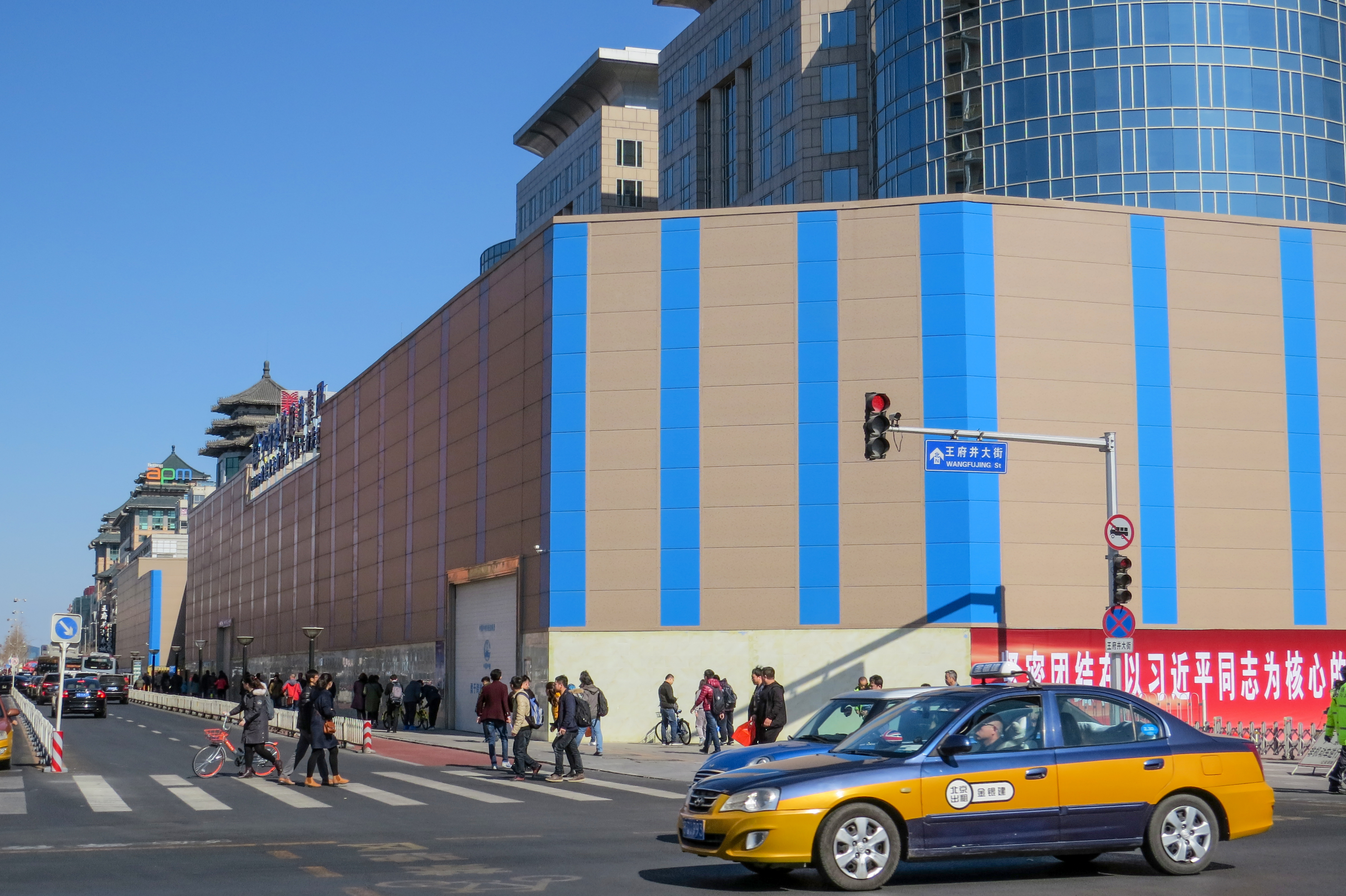
王府井路口东北角的8号线车站工地（2017年2月摄）

这个站位于王府井大街与长安街交汇处。A口有王府井古人类文化遗址博物馆。

## 车站結構

### 楼层
| 地面     |                    | 出入口                                   |  |  |
| 地下一层 |                    | 出入口                                   |  |  |
| 地下二层 | 1号线站厅          | 售票机、问询中心、安检、进出站闸机       |  |  |
|          |                    | 出入口                                   |  |  |
| 地下三层 | 8号线站厅          | 售票机、问询中心、安检、进出站闸机       |  |  |
|          |                    |                                          |  |  |
|          |                    | 1号线往古城（天安门东）                  |  |  |
|          | 岛式站台，左侧开门 |                                          |  |  |
|          |                    | 1号线往四惠东、 八通线环球度假区（东单） |  |  |
| 地下四层 |                    | 设备层                                   |  |  |
| 地下五层 |                    | 8号线往朱辛庄（金鱼胡同）                |  |  |
|          | 岛式站台，左侧开门 |                                          |  |  |
|          |                    | 8号线往瀛海（前门）                      |  |  |

### 站厅及换乘
1号线王府井站的站厅位于东长安街地下，下穿横越东长安街的两条地下通道。8号线车站站厅则位于王府井大街与东长安街交叉口北侧的地下，南侧为两个换乘通道口和壁画《王府古韵》，8号线站厅通过换乘通道内的楼梯和自动扶梯与上层的1号线站厅相接，西南角另设有通往1号线站厅的直梯。站厅至站台最南侧扶梯眉头墙布置有壁画《百年老字号》，最北侧扶梯眉头墙则为《王府井新街时代兴》。

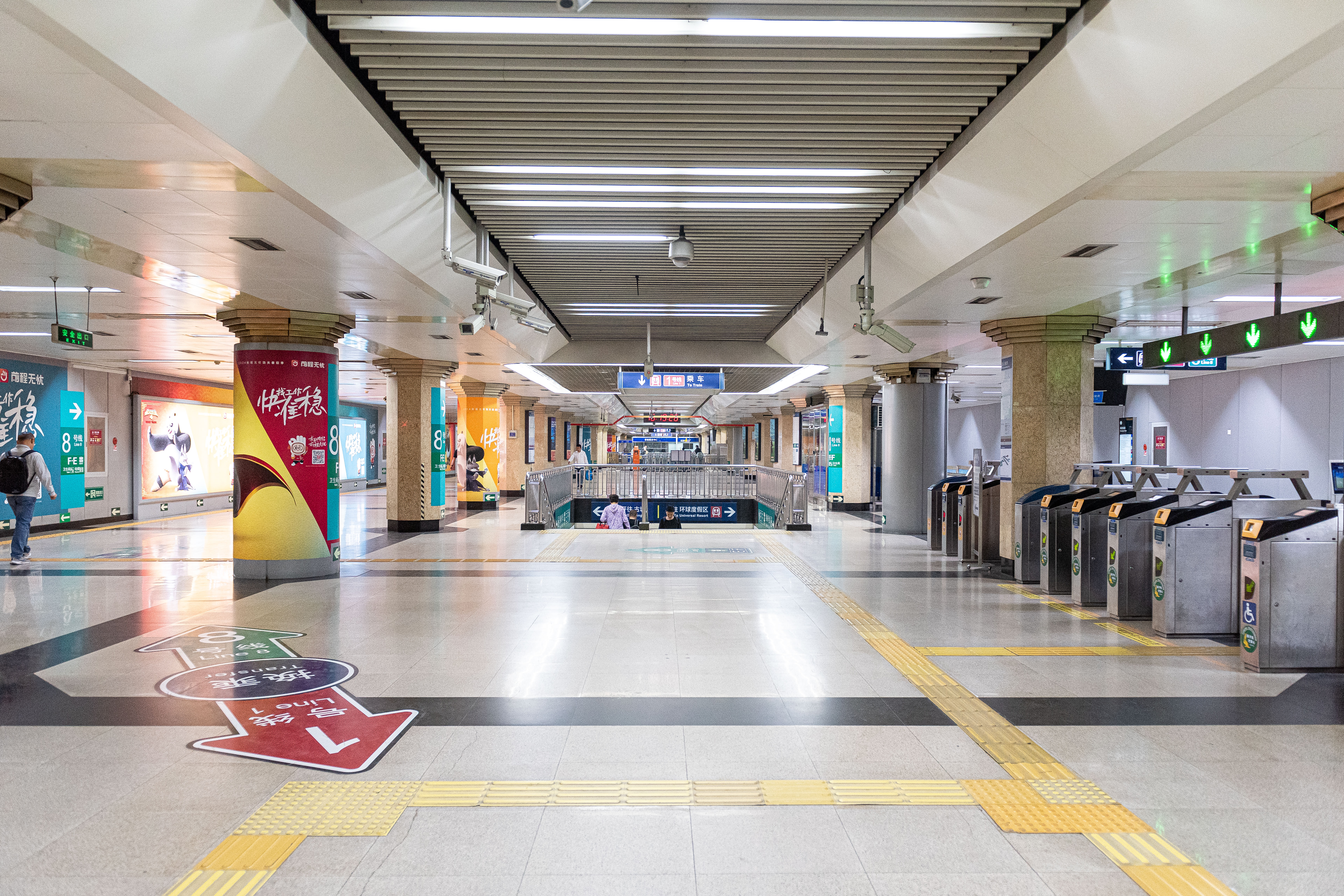
1號線車站站廳，2020年加装AED（2024年4月摄）
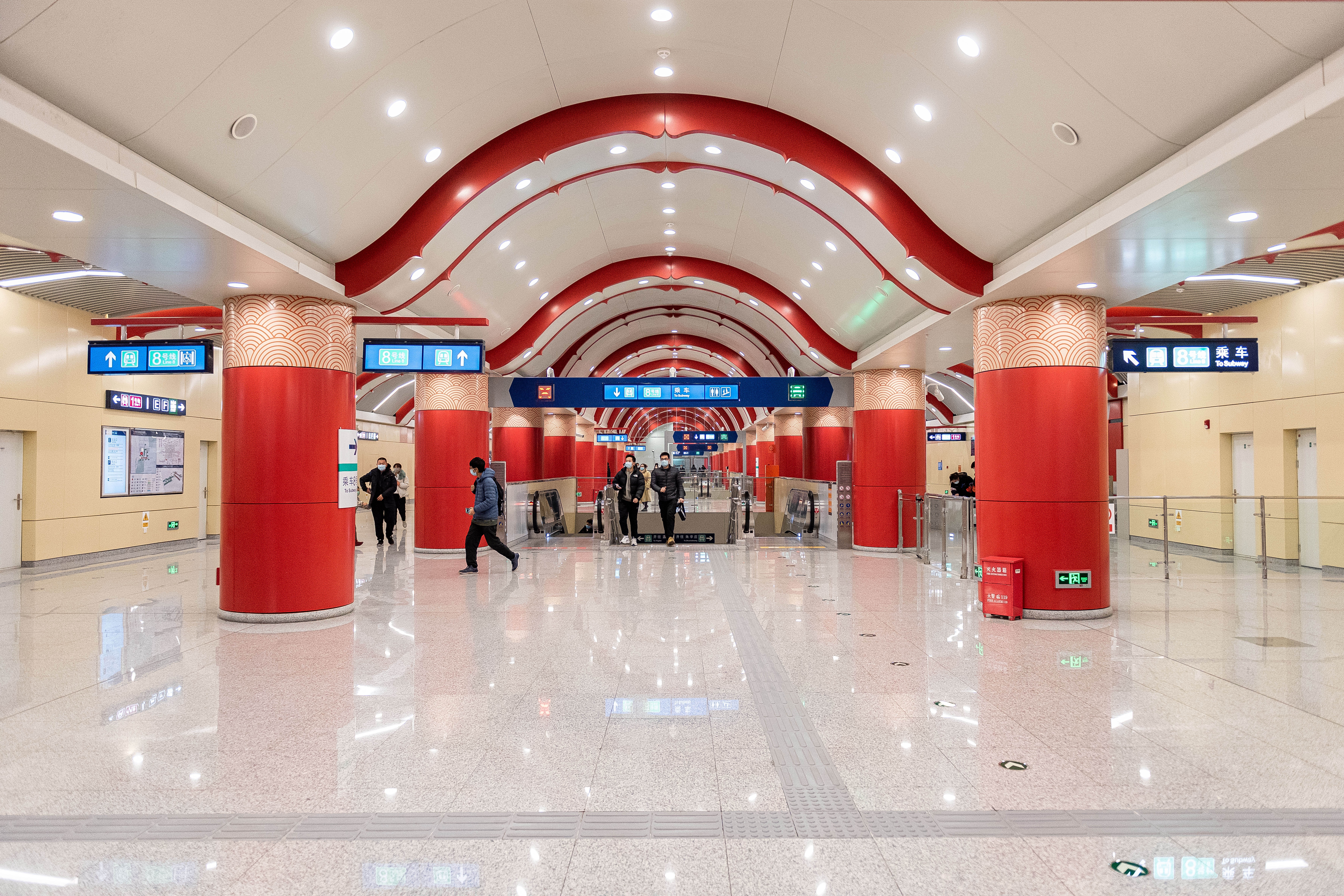
8号线站厅（2022年1月摄）
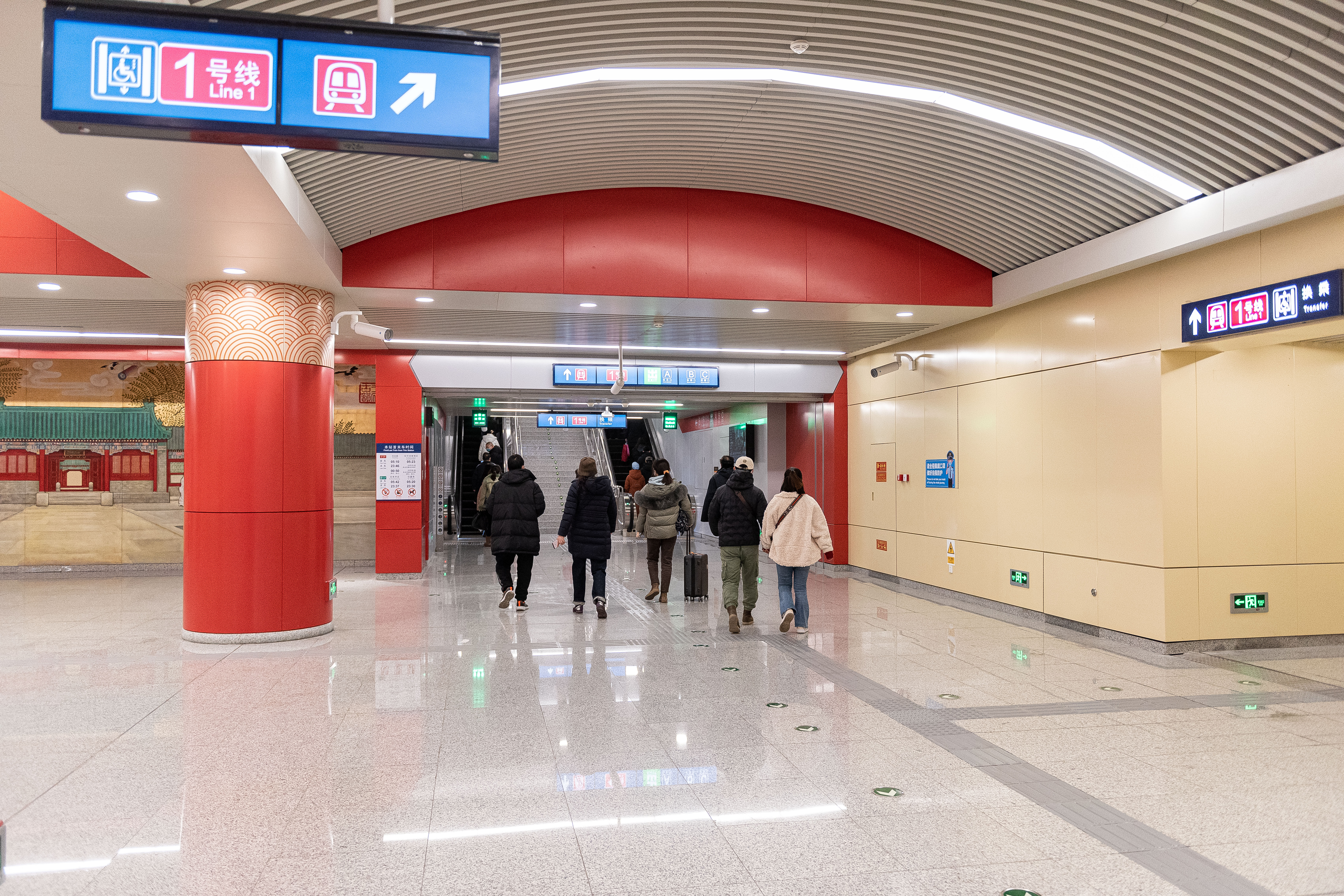
8号线至1号线的换乘通道口（2022年1月摄）

### 站台
1号线王府井站站台位于东长安街地底，为岛式站台，目前已加装半高安全门（2017年7月23日正式启用）。8号线在王府井大街地底设一座岛式站台，轨行区下穿1号线。

站台全景图（2017年3月摄）

## 出入口
这个地铁站一共有5个出入口（分支出入口共11个）：A（东北口，通向东方新天地）、B（东南口）、C（西南口）、E1、E3（东北口）、F1（东口），其中B、C口分别位于王府井路口东、西侧的地下通道内，按地下通道的出口分为B1（东北东）、B2（东南东）、B3（东南西）、C1（西北西）、C2（西北东）、C3（西南东）、C4（西南西）出口，E1口接入王府井喜悦购物中心，该出口于2023年12月30日随王府井喜悦购物中心开业同步开通，E3口位于王府井大街与东单三条交叉处北侧的工美大厦旁，F1口则位于王府井大街东侧（大纱帽胡同与霞公府街之间）、东方广场西门西北侧。E3和F1出口设有坡道，其中F1口坡道为行李箱专用。
|                               |                                      |                                          |      |            |
|                               |                                      |                                          |      |            |
| 编号                          | 指示                                 | 建议前往的目的地                         | 图片 | 无障碍设施 |
| 连通 1号线站厅                |                                      |                                          |      |            |
| 出口 · A                      | 东方广场内部                         | 王府井古人类文化遗址博物馆               |      | 不適用     |
| 出口 · B · 1 · 轮椅升降台标志 | 东长安街（北侧）                     | 王府井大街（东侧）、东方广场、工美大厦   |      |            |
| 出口 · B · 2 · 轮椅升降台标志 | 东长安街（南侧）                     | 中华人民共和国商务部                     |      |            |
| 出口 · B · 3 · 轮椅升降台标志 | 东长安街（南侧）、台基厂大街（东侧） |                                          |      |            |
| 出口 · C · 1 · 轮椅升降台标志 | 东长安街（北侧）                     | 北京飯店、北京貴賓樓飯店                 |      |            |
| 出口 · C · 2 · 轮椅升降台标志 | 东长安街（北侧）                     | 王府井大街（西侧）、北京饭店、王府井喜悦 |      |            |
| 出口 · C · 3 · 轮椅升降台标志 | 东长安街（南侧）                     | 台基厂大街（西侧）、中國人民對外友好協會 |      |            |
| 出口 · C · 4 · 轮椅升降台标志 | 东长安街（南侧）                     | 长安大厦、国家移民管理局                 |      |            |
| 连通 8号线站厅                |                                      |                                          |      |            |
| 出口 · E · 1                  | 王府井金街停车场 王府井喜悦          | 王府井喜悦购物中心                       |      | 不適用     |
| 出口 · E · 3                  | 王府井大街（东侧）                   | 工美大厦                                 |      | 不適用     |
| 出口 · F · 1                  | 王府井大街（东侧）                   | 王府井书店                               |      | 不適用     |
| 註： 設有輪椅升降台           |                                      |                                          |      |            |